# Lintneria
Genre
Lintneria est un genre de lépidoptères (papillons) de la famille des Sphingidae, de la sous-famille des Sphinginae et de la tribu des Sphingini.

## Description

### Imago
Le dessus des ailes antérieures ont un motif confus de différentes nuances de gris et de brun, entrecoupées de noir et de blanc. En revanche, les parents proches du genre Sphinx ne sont que faiblement structurés ou ont un schéma assez régulier. Du bord de l'aile à la région basale, toutes les espèces sauf Lintneria arthuri et Lintneria maura ont une paire de lignes parallèles très marquées. Ce ne sont que très faibles ou absents pour les Sphinx. Le dessus des ailes postérieures est principalement noir et comporte une paire de larges bandes blanches ondulées. Un point noir distinct sur la base distingue à nouveau le genre du Sphinx, à l'exception du Sphinx leucophaeata. L'ourlet des ailes postérieures a la même couleur que celle des ailes antérieures, mais a une couleur blanchâtre plus claire.

## Répartition et habitat
Le genre est néo-tropical.

## Systématique
- Le genre Lintneria a été décrit par l'entomologiste britannique Arthur Gardiner Butler en 1876[2].Le genre a été longtemps été considéré comme un synonyme de Sphinx. En 2007, le genre a finalement été réintroduit par James P. Tuttle[3].

### Liste d'espèces
- Lintneria arthuri (Rothschild, 1897)
- Lintneria aurigutta (Rothschild & Jordan, 1903)
- Lintneria balsae (Schaus, 1932)
- Lintneria biolleyi (Schaus, 1912)
- Lintneria ermitoides (Strecker 1874)
- Lintneria eremitus (Hübner, 1823)
- Lintneria geminus (Rothschild & Jordan, 1903)
- Lintneria istar (Rothschild & Jordan  1903)
- Lintneria justiciae (Walker 1856)
- Lintneria lugens (Walker 1856)
- Lintneria maura (Burmeister 1879)
- Lintneria merops (Boisduval 1870)
- Lintneria phalerata (Kernbach 1955)
- Lintneria pitzahuac (Mooser 1948)
- Lintneria porioni (Cadiou 1995)
- Lintneria praelongus (Rothschild & Jordan  1903)
- Lintneria pseudostigmatica (Gehlen 1928)
- Lintneria separatus (Neumoegen 1885)
- Lintneria smithi (Cadiou 1998)
- Lintneria tricolor (Clark 1923)
- Lintneria xantus (Cary 1963)

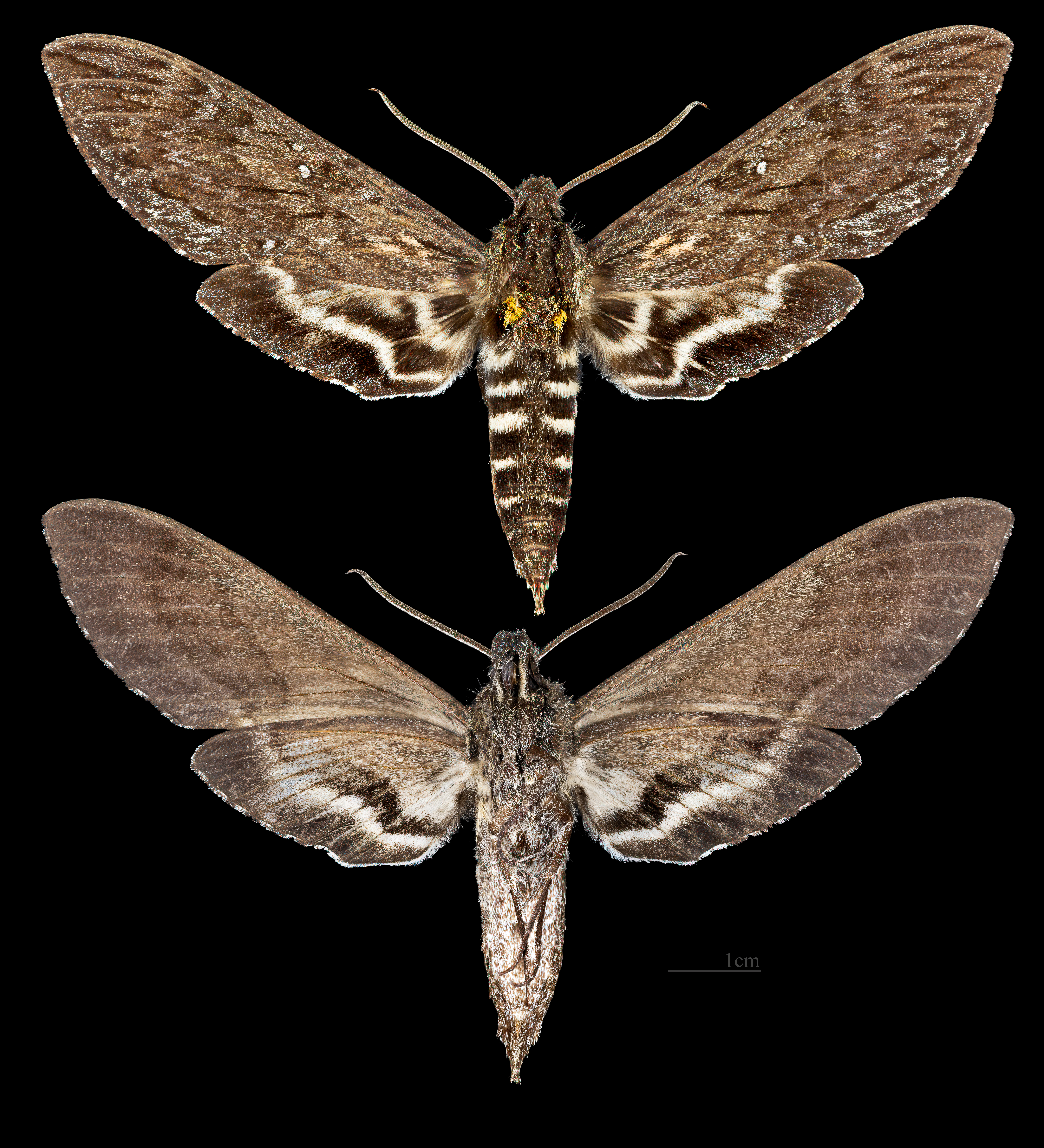
Lintneria aurigutta
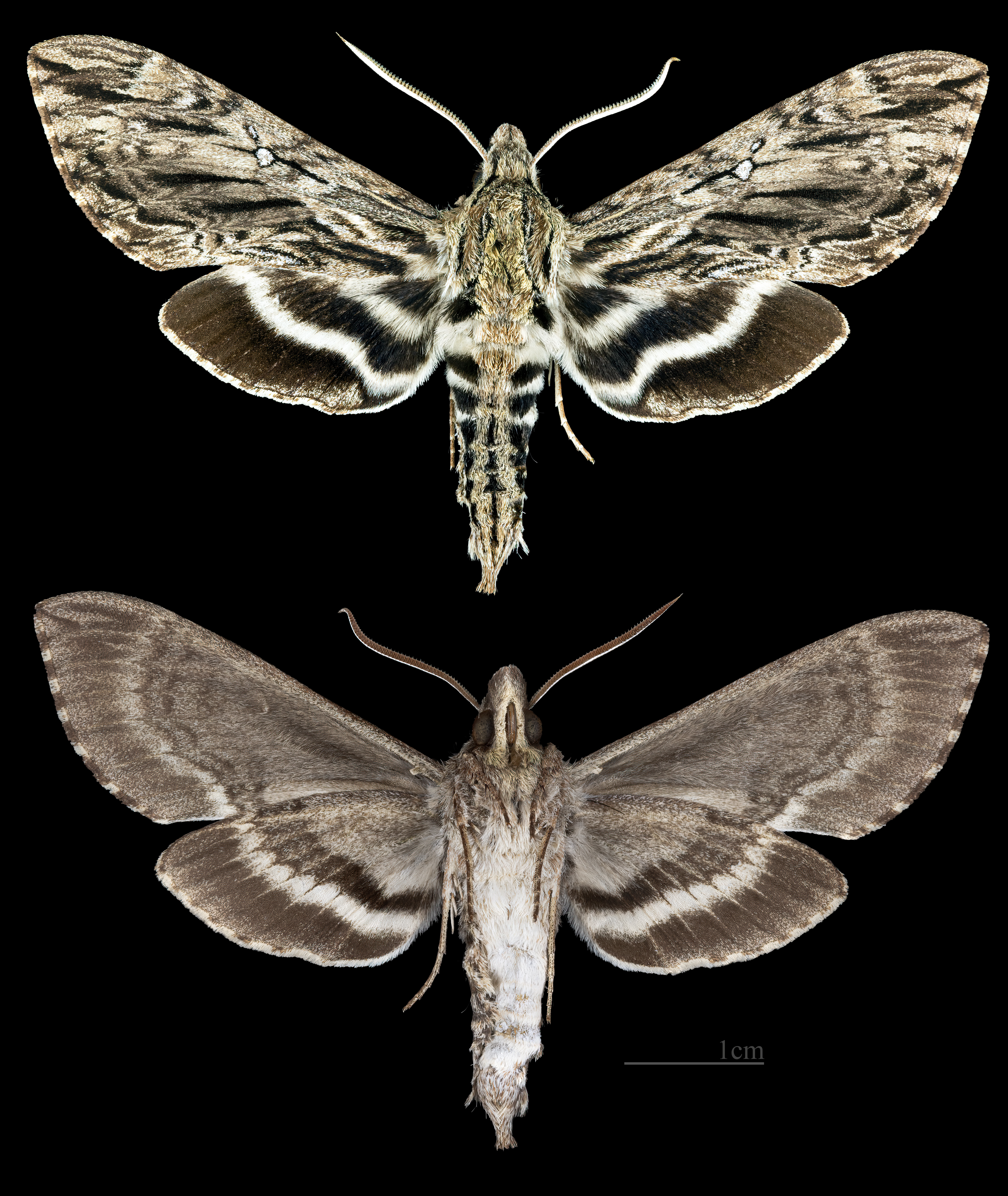
Lintneria eremitus
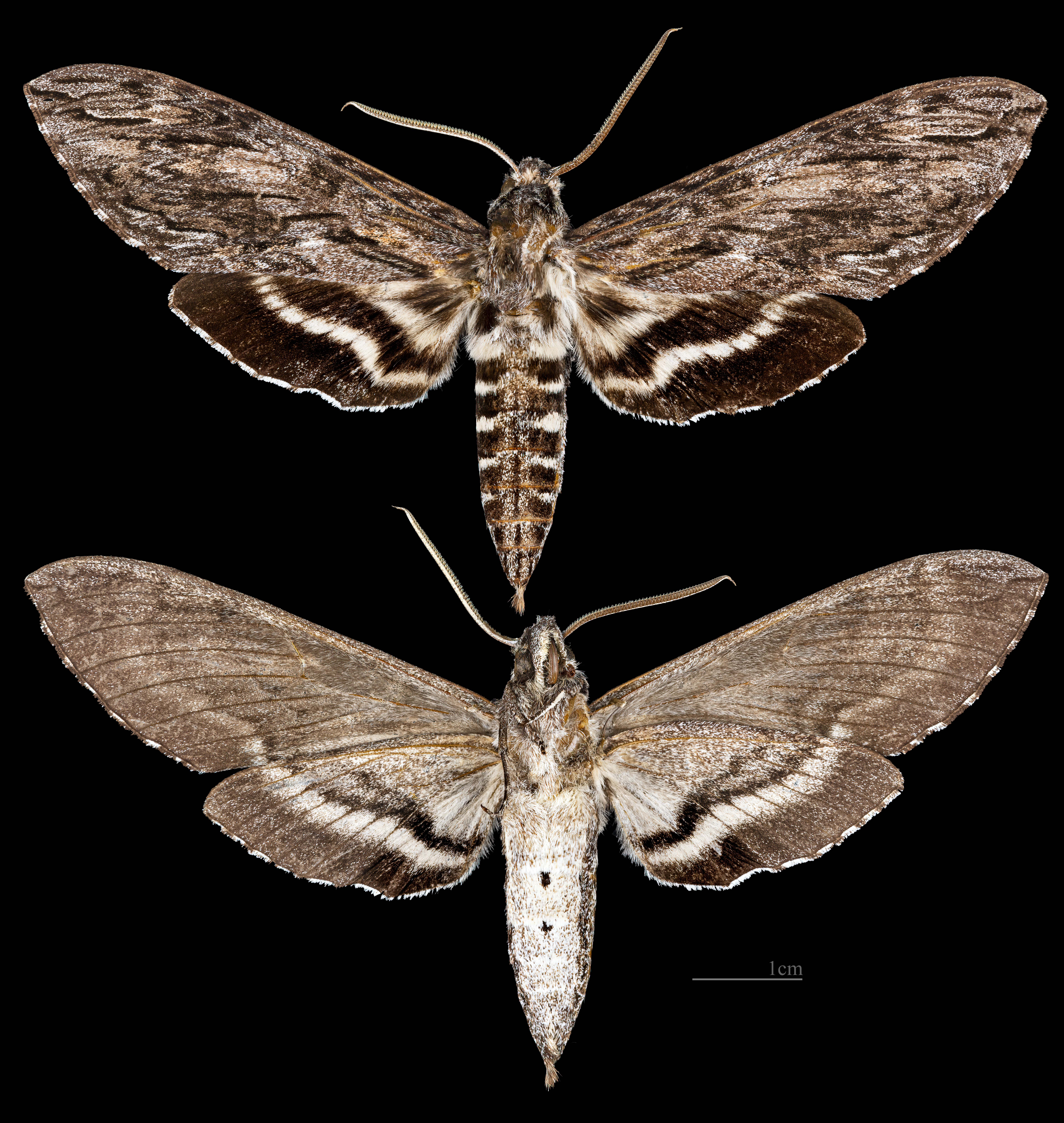
Lintneria lugens
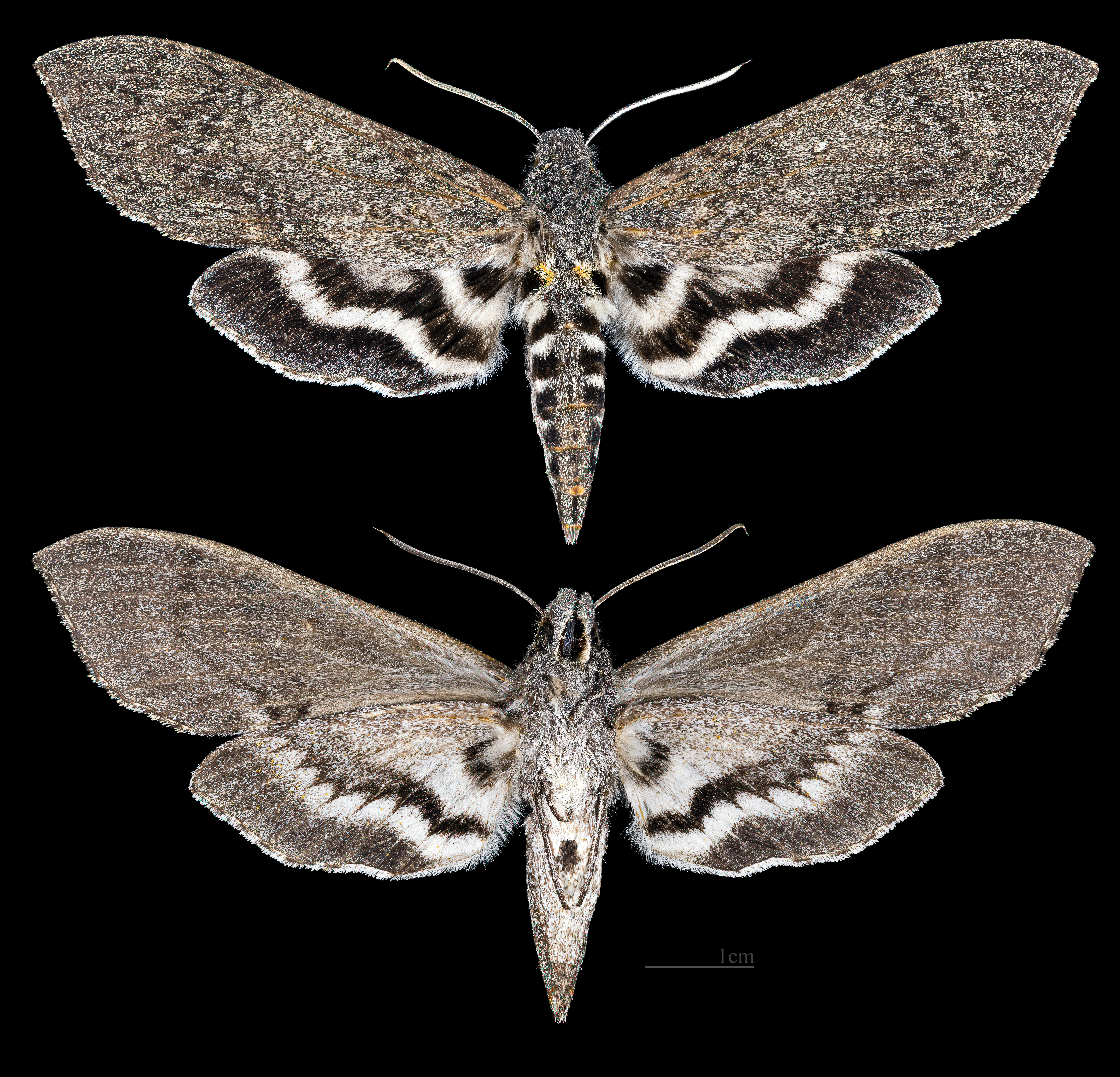
Lintneria maura
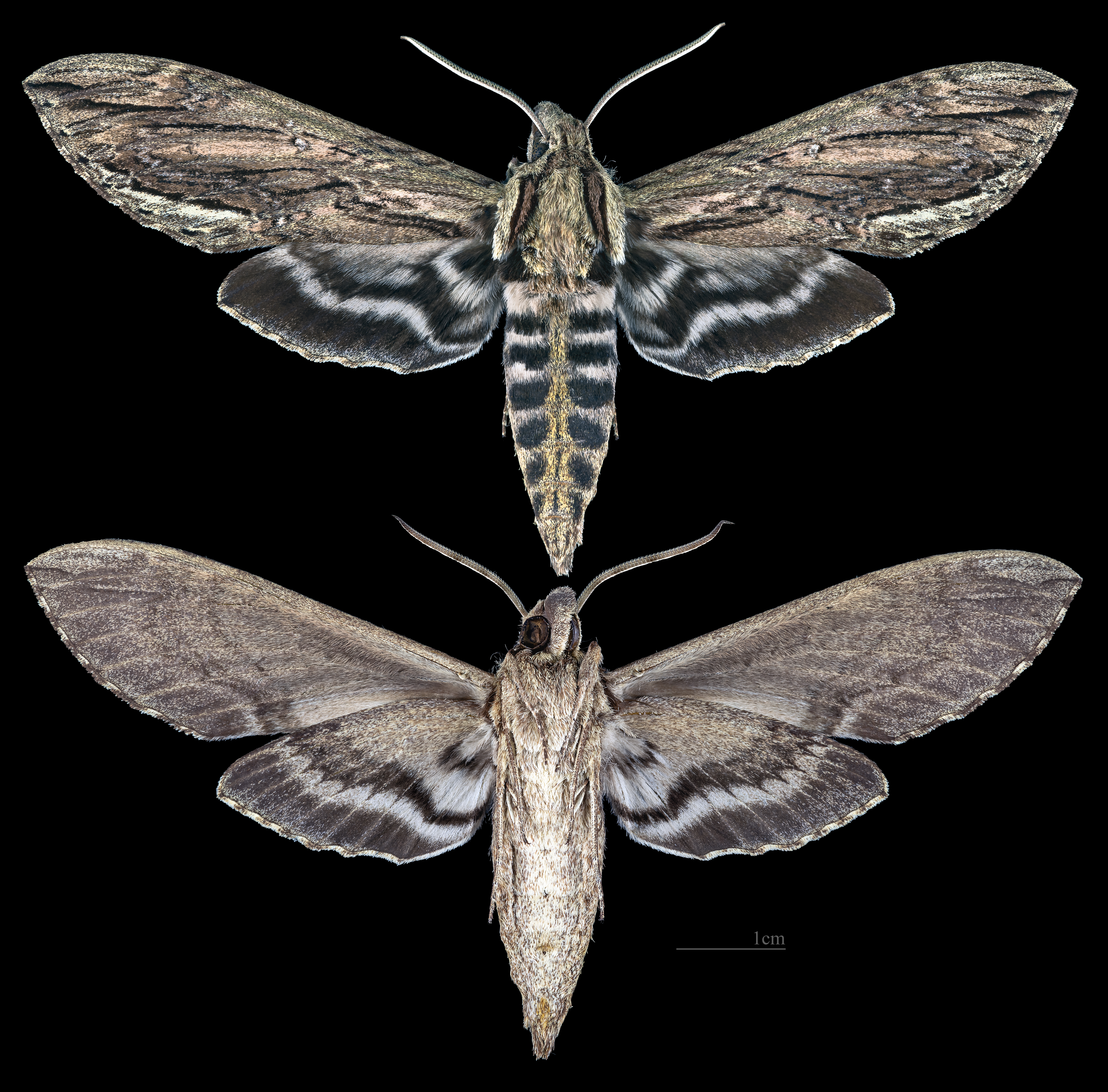
Lintneria merops
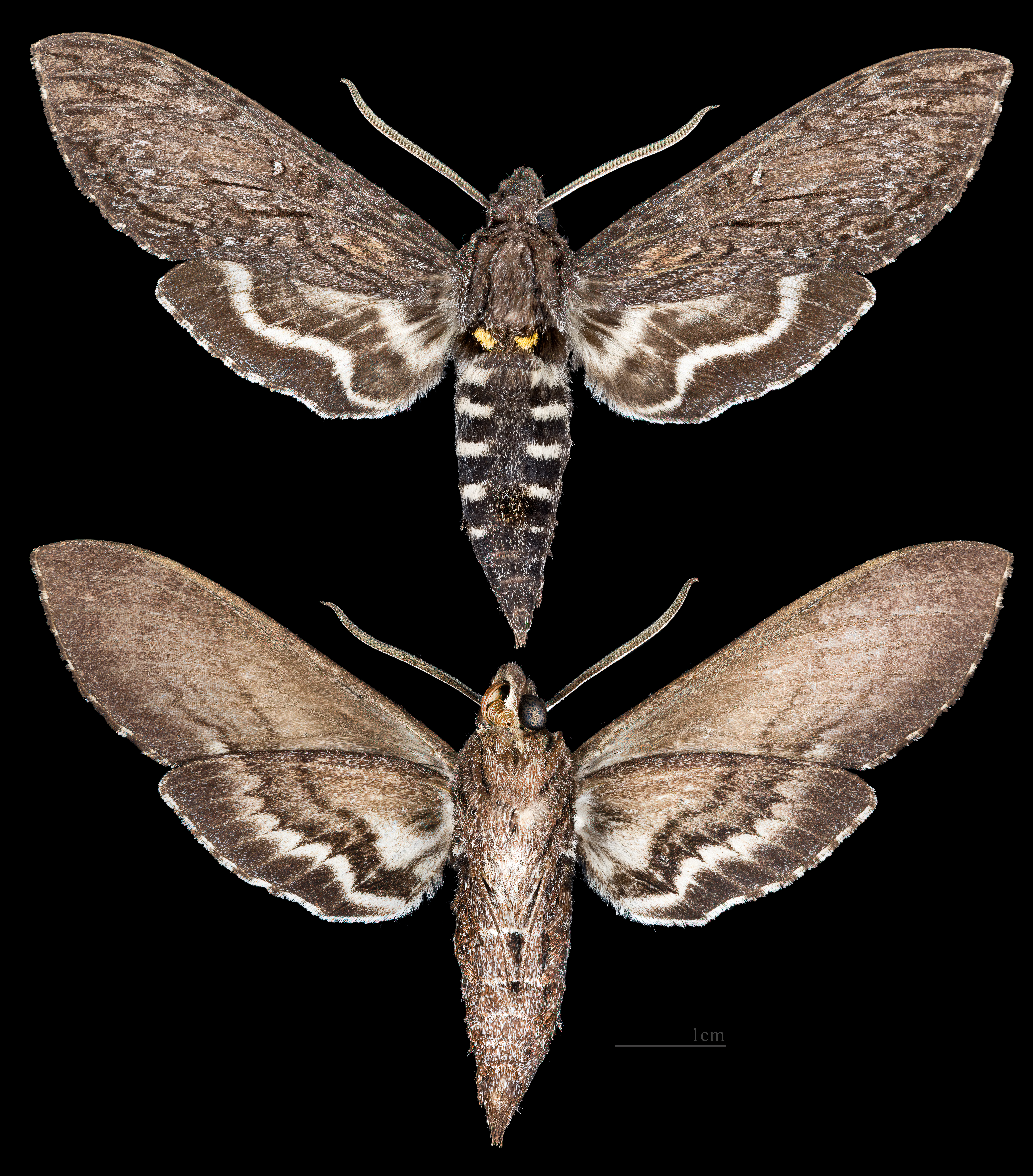
Lintneria phalerata
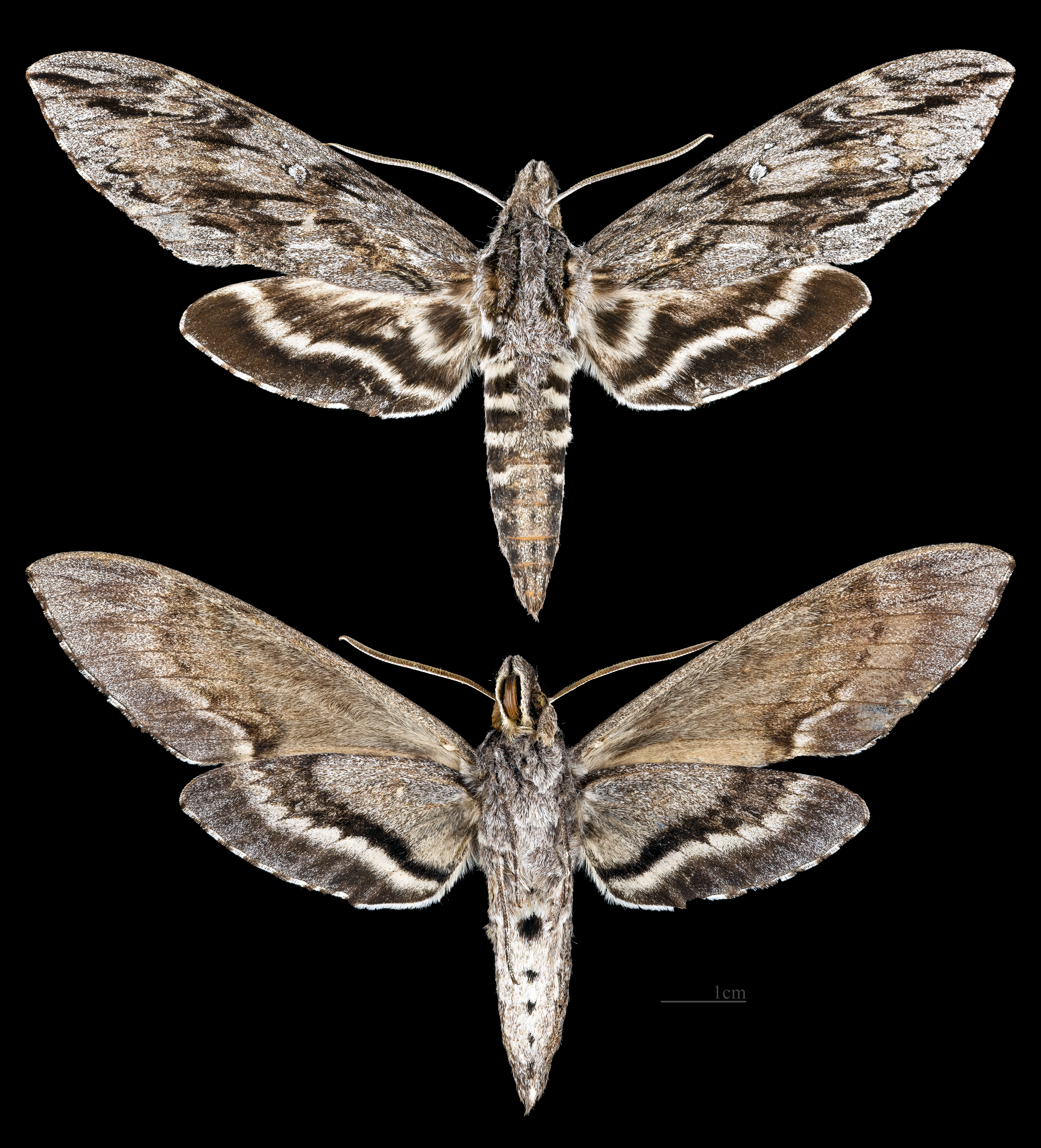
Lintneria praelongus
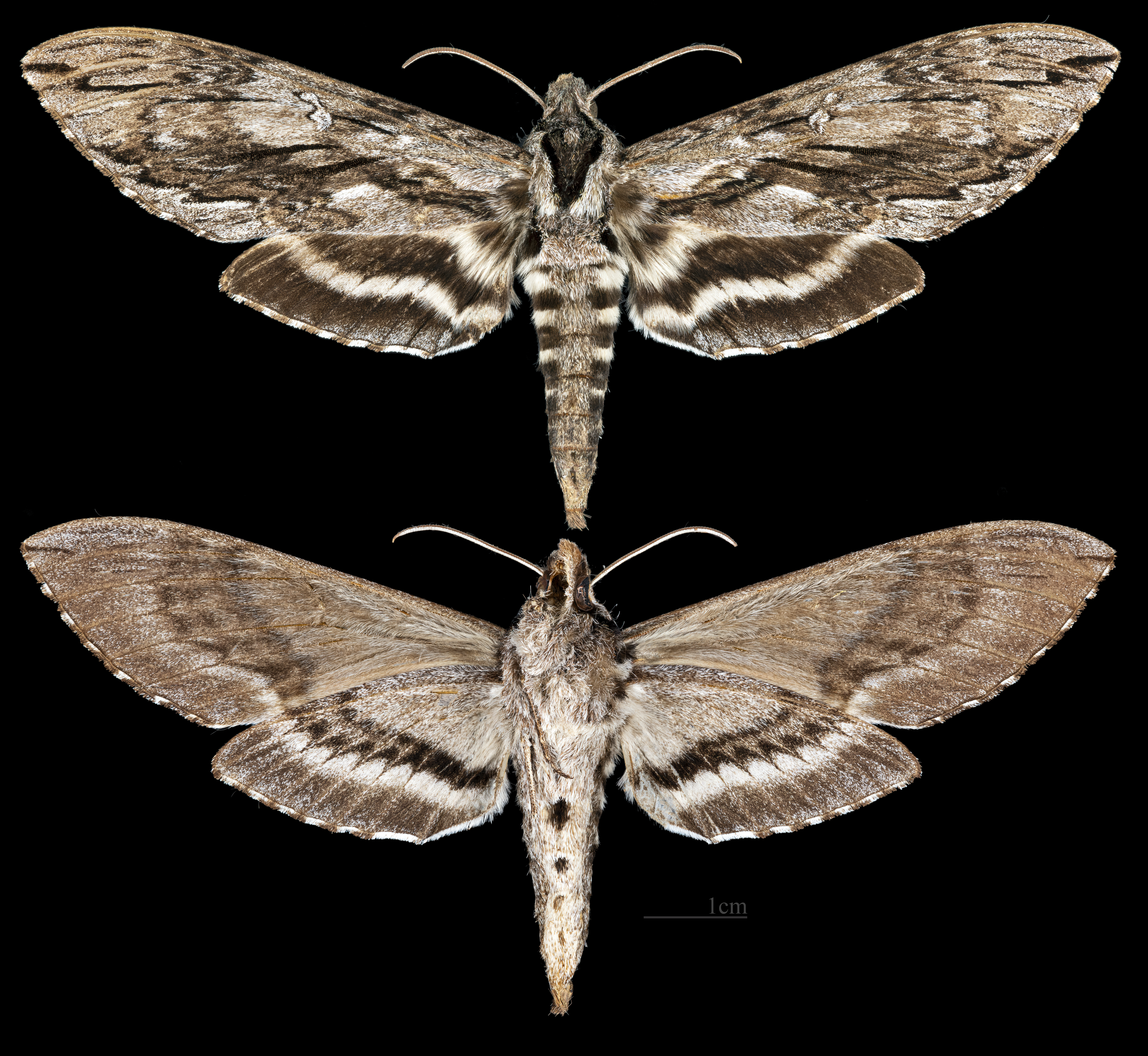
Lintneria separatus